# Liste de points extrêmes du bailliage de Jersey

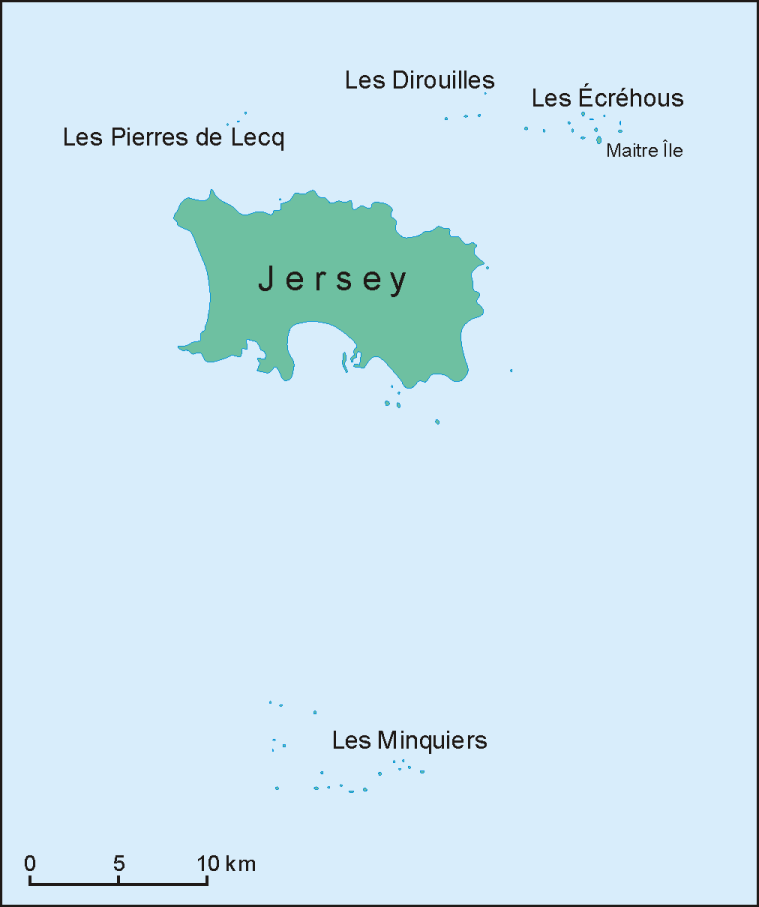
Carte de Jersey

Voici une liste de points extrêmes de Jersey.

## Latitude et longitude

### Uniquement l'île de Jersey
- Nord : Ronez Point (49° 15′ 44″ N, 2° 09′ 08″ O)
- Sud : La Rocque Harbour (49° 09′ 45″ N, 2° 01′ 55″ O)
- Ouest : Tour navale MP3 allemande de la seconde guerre mondiale (49° 15′ 08″ N, 2° 15′ 12″ O)
- Est : Phare de Sainte Catherine (49° 13′ 20″ N, 2° 00′ 38″ O)

### L'archipel du bailliage de Jersey
- Nord : Les Dirouilles (49° 19′ 48″ N, 2° 04′ 59″ O)
- Sud : Les Minquiers (48° 57′ 00″ N, 2° 07′ 59″ O)
- Ouest : Tour navale MP3 allemande de la seconde guerre mondiale (49° 15′ 08″ N, 2° 15′ 12″ O)
- Est : Les Écréhou (49° 17′ 05″ N, 1° 55′ 32″ O)

## Altitude
- Maximale : Les Platons 136 m (49° 14′ 52″ N, 2° 06′ 17″ O)
- Minimale : Manche (mer) 0 m